# 田口義弘
田口 義弘（たぐち よしひろ、1933年1月22日 - 2002年6月1日）は、日本のドイツ文学者、詩人、翻訳家。京都大学名誉教授。
リルケ、ブーバーなどを専門とした。

## 来歴
平壌に生まれる。1956年、京都大学文学部卒業。京都大学教養部助教授、教授、1997年定年退官、名誉教授、近畿福祉大学教授。
2000年、詩集『遠日点』で日本詩人クラブ賞受賞。
2002年6月1日、心不全のため死去。

## 著書
- 『表徴 四行詩集』（文童社） 1981.6 NCID BN08302177
- 『遠日点 詩集』（小沢書店） 1999.9 ISBN 4755103916
- 『リルケ オルフォイスへのソネット』（河出書房新社） 2001.10 ISBN 4309904661

### 共編
- 『リルケ論集』（塚越敏、国文社） 1976.11 NCID BN0027824X

## 翻訳
- 『我と汝・対話』（みすず書房、ブーバー著作集1） 1967 NCID BN00720118
- 『ゴグとマゴグ』（高木久雄共訳、みすず書房、ブーバー著作集9） 1970 NCID BN00720515
- 『乞う人』（R・ゾルゲ、白水社、現代世界演劇1） 1970 NCID BN01916410
- 『真理と啓示』（ニコライ・ベルジャーエフ、木村守雄共訳、白水社、現代キリスト教思想叢書7） 1974 NCID BN00722780
- 『楽長バッハ』（ヴァルター・フェッター、白水社、バッハ叢書4） 1979.6 ISBN 4560037612
- 『神と世界』（潮出版社、ゲーテ全集1） 1979.6
- 『小文集』（以文社、リルケ全集7） 1983.5 NCID BN02023782
- 『コンドル』（松籟社、シュティフター作品集1） 1983.1
- 『ある乙女の死 / 二人の寡婦 / 慈しみ / 信頼』（松籟社、シュティフター作品集3） 1984.9
- 『鎮魂歌 / マリアの生涯』（河出書房新社、リルケ全集3） 1990.11
- 『オルフォイスへのソネット』（河出書房新社、リルケ全集5） 1991.7
- 『リルケ 伝記』（ヴォルフガング・レップマン、小島衛, 小松原千里, 稲田伊久穂, 金子孝吉共訳、河出書房新社、リルケ全集 別巻） 1991.8
- 『私にとって聖書とは』（ブロッホほか、シュルツ編、教文館） 1992.3 ISBN 4764265214
- 『忘我の告白』（マルティン・ブーバー、法政大学出版局、叢書・ウニベルシタス） 1994.4
- 『カロッサ全詩集』（金子英雄共訳、臨川書店、ハンス・カロッサ全集1） 1995.12
- 『幼年時代 / 序曲 / 『幼年時代』の成立について』（臨川書店、ハンス・カロッサ全集2） 1996.11
- 『ドクトル・ビュルガーの運命 / 逃走』（臨川書店、ハンス・カロッサ全集3） 1997.8
- 『カロッサ詩集』（小沢書店、双書・20世紀の詩人） 1999.5 ISBN 4755140226

## 参考
- 訳書の訳者紹介
- 新聞の訃報